# Vladimirs Babičevs
Vladimirs Babičevs (ur. 22 kwietnia 1968 w Rydze) – łotewski piłkarz występujący na pozycji napastnika. Trener piłkarski. Selekcjoner reprezentacji Łotwy U-19.

## Kariera klubowa
Babičevs karierę rozpoczynał w trzecioligowym Liepājas Metalurgs. W 1988 roku odszedł do innego trzecioligowego zespołu, RAF Jelgava. W 1989 roku spadł z nim do czwartej ligi. W 1992 roku wraz z klubem rozpoczął starty w nowo powstałej lidze łotewskiej. W 1993 roku przeszedł do zespołu Skonto. W ciągu siedmiu sezonów gry dla tego klubu, siedmiokrotnie zdobył z nim mistrzostwo Łotwy (1993, 1994, 1995, 1996, 1997, 1998, 1999) oraz trzykrotnie Puchar Łotwy (1995, 1997, 1998). W sezonie 1994 został też królem strzelców Virslīgi, a także wybrano go Łotewskim Piłkarzem Roku.
W 2000 roku Babičevs odszedł do drużyny Policijas FK. W kolejnych latach grał też w FK Rīga i FK Jūrmala, gdzie w 2006 roku zakończył karierę.

## Kariera reprezentacyjna
W reprezentacji Łotwy Babičevs zadebiutował 2 czerwca 1993 w przegranym 1:2 meczu eliminacji Mistrzostw Świata 1994 z Irlandią Północną. 15 listopada 1994 w wygranym 1:0 pojedynku eliminacji Mistrzostw Europy 1996 z Liechtensteinem strzelił swojego pierwszego gola w kadrze.
W latach 1993–1999 w drużynie narodowej Babičevs rozegrał 51 spotkań i zdobył 4 bramki.